# Heinz-Georg Lemm

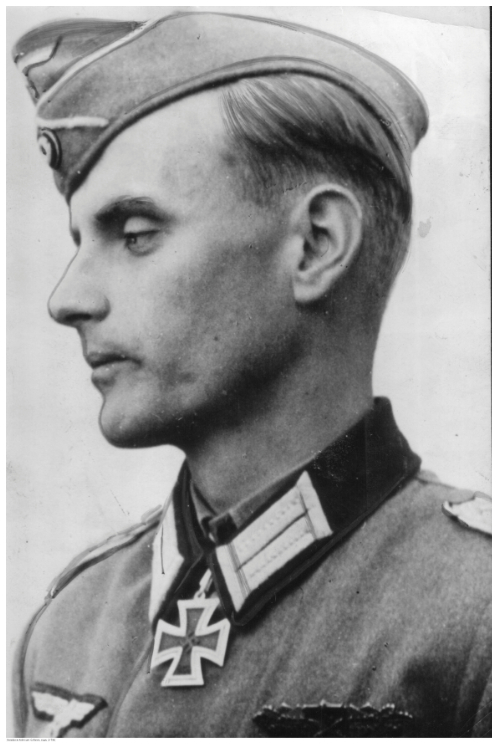
Major Heinz-Georg Lemm mit Ritterkreuz des Eisernen Kreuzes und Nahkampfspange (1943).

Heinz-Georg Lemm (* 1. Juni 1919 in Schwerin; † 17. November 1994 in Ruppichteroth) war ein deutscher Oberst in der Wehrmacht und Generalleutnant des Heeres der Bundeswehr.

## Werdegang

### Wehrmacht
Beförderungen
- 1938 Leutnant
- 1940 Oberleutnant
- 1942 Hauptmann
- 1943 Major
- 1944 Oberstleutnant
- 1945 Oberst

Lemm wurde als Sohn eines Verwaltungsjuristen (Militärintendanturrat, später Oberregierungsrat in der Reichsfinanzverwaltung) in der Hauptstadt des Freistaates Mecklenburg-Schwerin geboren. Nachdem er 1936 sein Abitur an einem humanistischen Gymnasium gemacht hatte, trat er als Fahnenjunker in das in Schwerin stationierte Infanterie-Regiment 27 der 12. Infanterie-Division der Wehrmacht ein. 1937 wurde er zur MG-, Panzerabwehr- und Infanteriegeschützkompanie kommandiert. Später war er Gruppenführer. 1937/38 besuchte er die Kriegsschule München, wo er die Offizierprüfung ablegte. Danach war er an der Infanterieschule Döberitz. 1938/39 war er Zugführer und Rekrutenoffizier. 1939 absolvierte er den Lehrgang an der Pionierschule Dessau-Roßlau. Während des Zweiten Weltkrieges nahm er am Polen-, West- und Russlandfeldzug teil; er avancierte zu einem der jüngsten Bataillons- und Regimentskommandeuren und einem der höchst dekorierten Soldaten des Heeres der Wehrmacht: 1939/40 wurde er Reiterzugführer. 1940/41 wurde er Bataillonsadjutant, nach dem Kompanieführerlehrgang im französischen Sissione 1941/42, Kompaniechef, 1942 Bataillonsführer und Bataillonskommandeur, 1943 Regimentsführer und 1944 Bataillonskommandeur. 1944 war er Führer einer Kampfgruppe im Mittelabschnitt, später erfolgte die Auffrischung in Westpreußen und der Einsatz beim Füsilierregiment 27 im Raum Aachen (Schlacht um Aachen). In dieser Zeit wurde er auch verwundet und in ein Lazarett eingewiesen. 1944/45 war er Regimentskommandeur (Ardennenoffensive), bis er im Februar 1945 in sowjetische Kriegsgefangenschaft geriet.

### Bundeswehr
Beförderungen
- 1958 Oberst
- 1963 Brigadegeneral
- 1970 Generalmajor
- 1974 Generalleutnant

Im November 1949 kehrte Lemm aus der Kriegsgefangenschaft zurück und hatte von 1950 bis 1958 zunächst verschiedene zivile Anstellungen wie Verkäufer, Direktionsassistent und später Bezirksverkaufsleiter bei Volkswagen in Hamburg und Wolfsburg. Im Jahre 1958 trat er als Oberst in das Heer der Bundeswehr ein. 1958/59 war er Kommandeur des Panzergrenadierlehrbataillons und Lehrgruppenkommandeur an der Infanterieschule in Hammelburg. Von 1959 bis 1962 war er Referatsleiter Personal im Bundesministerium für Verteidigung in Bonn. 1962 nahm er am 1. Brigadeführerlehrgang an der Panzertruppenschule in Munster und der Führungsakademie der Bundeswehr in Hamburg teil. Von 1962 bis 1965 war er Kommandeur der Panzergrenadierbrigade 7 in Hamburg und von 1965 bis 1969 der Heeresoffizierschule III in München. 1969/70 wurde er unter Generalmajor Hans-Joachim von Hopffgarten als Stellvertretender Kommandeur der 5. Panzerdivision in Diez verwendet. Von 1970 bis 1974 war er dort Kommandeur. 1974 wurde er Amtschef des Heeresamts in Köln. 1979 trat er außer Dienst. Nach seinem Dienstzeitende wurde er Ehrenpräsident der Ordensgemeinschaft der Ritterkreuzträger. Bis 1985 war er Präsident des Rings Deutscher Soldatenverbände und danach bis 1988 deren Ehrenpräsident.
Lemm war Vater zweier Kinder. Im Alter von 73 Jahren heiratete er 1992 zum zweiten Mal. Er starb mit 75 Jahren.

## Auszeichnungen
- Nahkampfspange in Silber am 22. Juli 1944
- Deutsches Kreuz in Gold am 19. Dezember 1941
- Ritterkreuz des Eisernen Kreuzes am 14. April 1943

- Eichenlaub zum Ritterkreuz am 11. Juli 1944
- Schwerter zum Ritterkreuz mit Eichenlaub am 15. März 1945

- Verdienstkreuz 1. Klasse des Verdienstordens der Bundesrepublik Deutschland (1971)

- Großes Verdienstkreuz des Verdienstordens der Bundesrepublik Deutschland (1976)
- Großes Verdienstkreuz mit Stern des Verdienstordens der Bundesrepublik Deutschland (1979)

- Offizierkreuz Legion of Merit (1979)
- Grossoffizier der Orden von Oranien-Nassau mit Schwertern (1971)[1]

## Publikationen
- mit Hans-Adolf Jacobsen (Hrsg.): Heere international. Militärpolitik, Strategie, Technologie, Wehrgeschichte. Chefredakteur: Reinhard Hauschild, 3 Bände, Mittler, Herford u. a. 1981–1984.